# Kanton Velbert
Der Kanton Velbert (franz.: Canton de Velbert) war eine von sechs im Jahr 1808 gebildeten Verwaltungseinheiten, in die sich das Arrondissement Düsseldorf im Departement des Rheins des von Napoleon errichteten Großherzogtums Berg gliederte und bis 1813 bestand. Der Kanton war zugleich ein Friedensgerichtsbezirk. Der namensgebende Hauptort (chef-lieu) war das Dorf Velbert, heute eine Stadt in Nordrhein-Westfalen. Im Jahr 1808 wurden im Kanton 11.703 Einwohner gezählt.

## Geschichte
Bis zum Beginn des 19. Jahrhunderts gehörte der Verwaltungsbezirk des Kantons Velbert landesherrlich zum Herzogtum Berg und war verschiedenen Verwaltungs- und Gerichtsbezirken (Ämtern) zugeordnet. Das Herzogtum Berg war zuletzt im Besitz des bayerischen Königs Maximilian I., der es im Rahmen eines Tauschvertrags am 15. März 1806 an Napoleon abtrat. Napoleon setzte seinen Schwager Joachim Murat als Herzog von Cleve und Berg ein, der im Zusammenhang mit der Errichtung des Rheinbunds (12. Juli 1806) zum Großherzog erhoben wurde.
Am 13. Oktober 1807 verfügte Murat eine einheitliche Munizipal-Verwaltung für die Gemeinden des Großherzogtums. Die Munizipalitäten, welche später auch Maires genannt wurden, waren die Vorgänger der späteren preußischen Bürgermeistereien. Zum 14. November 1808 setzte eine umfassende Neuordnung der Verwaltung nach französischem Vorbild ein. Sie sah eine Gliederung nach Departements, Arrondissements (Bezirke) und Kantonen vor. Der Kanton Velbert gehörte zum Departement des Rheins und war eingeteilt in die Mairies Hardenberg, Velbert und Wülfrath, aus denen nach 1815 die preußischen Bürgermeistereien Hardenberg, Velbert und Wülfrath im Kreis Mettmann entstanden. Nach Napoleons Niederlage in der Völkerschlacht bei Leipzig wurde die Region Ende 1813 provisorisch dem Generalgouvernement Berg unterstellt und 1815 auf dem Wiener Kongress dem Königreich Preußen zugeordnet.
Heute gehören die Ortschaften im Wesentlichen zu verschiedenen Städten im nordrhein-westfälischen Kreis Mettmann.

## Verwaltungsgliederung
| Ortschaft                    | Mairie 1811 | Amt bis 1806 | gehört heute zu                                             |
| ---------------------------- | ----------- | ------------ | ----------------------------------------------------------- |
| Dilldorf, Bauerschaft        | Velbert     | Hardenberg   | Essen, Ortsteil von Kupferdreh                              |
| Erbach, Honschaft            | Wülfrath    | Mettmann     | Wülfrath, Ortsteil der Stadt                                |
| Flandersbeck, Honschaft      | Wülfrath    | Angermund    | Wülfrath, Stadtteil Flandersbach                            |
| Großhöhe, Bauerschaft        | Hardenberg  | Hardenberg   | Velbert, Ortsteil des Stadtbezirks Neviges                  |
| Hardenberg, Schloss          | Hardenberg  | Hardenberg   | Velbert, Ortsteil des Stadtbezirks Neviges                  |
| Hasselbeck, Honschaft        | Velbert     | Angermund    | Heiligenhaus, Stadtteil Hasselbeck                          |
| Hetterscheid, Honschaft      | Velbert     | Angermund    | Heiligenhaus, Stadtteil Hetterscheidt                       |
| Isenbögel, Honschaft         | Velbert     | Angermund    | Heiligenhaus, Stadtteil Isenbügel                           |
| Kleinhöhe, Bauerschaft       | Hardenberg  | Hardenberg   | Velbert, Ortsteil des Stadtbezirks Neviges                  |
| Krewinkel, Honschaft         | Velbert     | Angermund    | Velbert, Ortsteil des Stadtbezirks Mitte                    |
| Kuhlendahl, Bauerschaft      | Hardenberg  | Hardenberg   | Velbert, Ortsteil des Stadtbezirks Neviges                  |
| Langenberg, Dorf             | Hardenberg  | Hardenberg   | Velbert, Stadtbezirk Langenberg                             |
| Laubeck, Honschaft           | Velbert     | Angermund    | Heiligenhaus, Stadtteil Leubeck                             |
| Neviges, Dorf                | Hardenberg  | Hardenberg   | Velbert, Stadtbezirk Neviges                                |
| Nordrath, Bauerschaft        | Hardenberg  | Hardenberg   | Velbert, Ortsteil des Stadtbezirks Neviges                  |
| Obensiebeneick, Bauerschaft  | Hardenberg  | Hardenberg   | Wuppertal, Teil des Stadtbezirks Uellendahl-Katernberg      |
| Oberdüssel, Honschaft        | Wülfrath    | Solingen     | Wülfrath, Stadtteil Oberdüssel                              |
| Oeft, Herrschaft             | Velbert     | Angermund    | Essen, Ortsteil von Kettwig                                 |
| Püttbach, Honschaft          | Wülfrath    | Mettmann     | Wülfrath, Ortsteil der Stadt                                |
| Richrath, Bauerschaft        | Hardenberg  | Hardenberg   | Velbert, Ortsteil des Stadtbezirks Neviges                  |
| Rottberg, Bauerschaft        | Hardenberg  | Hardenberg   | Velbert, Ortsteil des Stadtbezirks Neviges                  |
| Rützhausen, Honschaft        | Wülfrath    | Angermund    | Wülfrath, Stadtteil Rützkausen                              |
| Tüschen, Honschaft           | Velbert     | Angermund    | Heiligenhaus, Stadtteil Tüschen                             |
| Untensiebeneick, Bauerschaft | Hardenberg  | Hardenberg   | Velbert, Ortsteil des Stadtbezirks Neviges                  |
| Unterdüssel, Honschaft       | Wülfrath    | Solingen     | Wülfrath, Stadtteil Unterdüssel                             |
| Velbert, Dorf                | Velbert     | Angermund    | Velbert, Stadtbezirk Mitte                                  |
| Vosnacken, Bauerschaft       | Hardenberg  | Hardenberg   | Essen, Teil von Kupferdreh und Velbert, Teil von Langenberg |
| Walmigrath, Bauerschaft      | Hardenberg  | Hardenberg   | Velbert, Ortsteil des Stadtbezirks Neviges                  |
| Windrath, Bauerschaft        | Hardenberg  | Hardenberg   | Velbert, Ortsteil des Stadtbezirks Neviges                  |
| Wülfrath, Dorf               | Wülfrath    | Mettmann     | Wülfrath, Stadt                                             |

Anmerkungen zu der Tabelle:
- Die Ortsnamen wurden in der historischen Schreibweise aus dem Décret über die Eintheilung des Großherzogthums Berg aus dem Jahr 1808 und aus einem Ortsverzeichnis aus dem Jahr 1811 übernommen.[1][5] Abweichend vom Dekret von 1808 wurden die Bezeichnungen Bauerschaft und Honschaft aus einem preußischen Gemeindeverzeichnis aus dem Jahr 1836 übernommen.[4]
- Die Zugehörigkeit zu den Mairies entstammen ebenfalls aus dem Ortsverzeichnis aus dem Jahr 1811.[5]